# Euphyllia divisa
Euphyllia divisa е вид корал от семейство Euphyllidae. Видът е почти застрашен от изчезване.

## Разпространение и местообитание
Разпространен е в Австралия, Виетнам, Индонезия, Камбоджа, Малайзия, Палау, Папуа Нова Гвинея, Провинции в КНР, Сингапур, Соломонови острови, Тайван, Тайланд, Фиджи, Филипини и Япония.
Обитава океани, морета и рифове. Среща се на дълбочина от 2 до 12 m, при температура на водата от 22,2 до 27,6 °C и соленост 34,7 – 35,5 ‰.